# Ahmad Jalal Abualrub
Ahmad Jalal Abualrub, známý spíše pod iniciály A. J. Abualrub, (* 20. června 1987 Ohio) je americký model.

## Život
Narodil se v Ohiu, ale vyrůstal v Kentucky. Z otcovy strany má částečný arabský původ. Na střední škole se věnoval wrestlingu a později se zabýval bojovými uměními. První úspěchy ve světě módy získal poté, co byl v roce 2007 objeven v rámci VMAN Ford Models Search. První větší práci dostal od společnosti Calvin Klein. V roce 2009 pózoval pro časopis Vogue Hommes Japan (Kn'it' Boys) a roku 2010 pro The Modern Standard, kde pracoval se španělským fotografem Miguelem Reveriegem. Také byl tváří jedné propagační kampaně značky Levi's, pro kterou jej fotografoval Ryan McGinley. V roce 2010 pózoval pro knihu No Show fotografa Laurence Ellise. V říjnu 2010 jej server Models.com zařadil na 23. příčku v žebříčku padesáti nejlepších mužských modelů.